# ディズィー
ディズィー (Dizzy) は、アークシステムワークスの2D対戦格闘ゲーム「GUILTY GEARシリーズ」に登場する架空の人物。担当声優は藤田佳寿恵。本シリーズの最終ボスの一人。

## 設定
- ギアであるジャスティスと人間の間に生まれた「ハーフギア」[1]。人間を蔑視していた産みの母親のジャスティスとは対照的に素直で心優しい性格で、石渡太輔曰く「至極まっとうな人間性」を持ちながら、その出自や性質ゆえに忌み嫌われてしまう存在[2]。
  - 背中に生えている二つの翼はそれぞれが「ネクロ」「ウンディーネ」と呼ばれる独自の人格を持ち、防衛機能として作動している[1]。
  - ジャスティスの素体であるアリアの恋人であったソルとは、ディズィーと同名の技（または類似する技）を持つほか、ストーリーモードやドラマCDなどで関連性の高い描写が多く見られていたが、後にソルとジャスティス（アリア）の娘である事が確定した。なお、発覚以前からソルを理由なく父親と認識しており、『GUILTY GEAR -STRIVE-』で父親と確定してからは、お父さんと呼ぶ様になった。
  - ジャスティスは封印される前に子を宿していたにもかかわらず、ディズィーの誕生と養父母に拾われた時期に相違がある原因は、ジャスティスが卵生出産した後に孵化させずどこかに隠していたためとされる。
- 赤ん坊（捨て子）だった頃、とある村で拾われ老夫婦（養父母）に育てられたが、彼女は異常な速度で成長し、数年で成人した肉体になった。更には背中から翼や尻尾が生えてきたことから村人は彼女をギアとして処理しようとした。しかし養父母によって難を逃れ、彼女は独り「悪魔の棲む地」と呼ばれる森で暮らし始める。しかし、多額の懸賞金をかけられ多数の賞金稼ぎに狙われてしまう。人を傷つけることを好まない優しい性格の持ち主であるディズィーは、やむを得ず力を行使し賞金稼ぎたちを追い返すが、心休まることのない逃亡生活は彼女の精神を疲労させていった。そんな中でテスタメントと出会い、心優しい彼に外敵から守られるが、賞金稼ぎからの攻撃に耐えかね森を離れる。その後、ジョニーに手を差し伸べられ、ジェリーフィッシュ快賊団の一員となった。この時に紗夢が原型を留めない程に粉砕した事になっており、公式上ディズィーは存在しないことになっている。またカイとガブリエルは存在を黙認しており、これに関しては様々な根回しをした模様。ただし『GGXrdR』で巨大ギアに侵攻されたイリュリア連王国の民衆を守るため大勢の市民の前で戦闘を行ったことで存在が発覚してしまったが、目撃した民衆からは彼女を「自分たちを助けてくれた天使」や「女神」と拝めるなど前向きな態度で受け入れてくれた。
- イノ からは一方的に因縁をつけられ、命を狙われている。
  - 『GGXX』のドラマCDにおいては、イノが介入する前の聖戦でカイが戦死し、そのまま戦いが継続。追い詰められていく人類側との最終対決において、ソルと相対してディズィーが互いに全力対決することとなる。
- 初登場の『GGX』では最終ボスであるが、解禁コマンドでプレイヤーキャラクターとしても使用可能になり、『GGXX』以降は通常のプレイヤーキャラクターとなっている。なお『GGX』ではボスとして登場時と同じ物が使用出来る。
- ギルティギアシリーズに登場する女性キャラクターの中でも肌の露出度が高く、それが特徴の一つとされている[1]。
  - 戦闘中はヘソ出しのボンデージ風の衣装だが、主な日常の服装は『GGX』では黒いワンピース、『GGXX』から『ΛC+』では快賊団の制服（セーラー服）となっている。戦闘前に彼女が光に包まれてボンデージ風の衣装になる。下半身に装着している下着のようなものは前貼り。
  - 『GG2』や『パチスロ ギルティギア ヴァステッジ』において、服装の変更がなされている。普段の服装はミニドレス、髪型はポニーテールに変わっている。また、 戦闘時の服装が大幅に変更されており、下半身に装着している部分は前貼りからホットパンツに変更されている。
- メイ・ジョニーステージで使用キャラ&相手キャラが彼女でない場合、背景にて登場。またメイでディズィー以外の相手に一撃必殺を決めると、その中に彼女の姿を確認することが出来る（『XX』以降）。
- 『GG2』以降は「木陰の君（こかげのきみ）」と呼称されている。カイとの交流を得て相思相愛の関係になり結ばれ、息子のシンを出産している。シンからは「母さん」と呼ばれ慕われている。
  - シンを身ごもった際、3週間で妊娠中期に入り、硬質な殻に包まれた胎児を卵生出産するなど、人間とは異質の妊娠をしていた。
- ソルに好意と信頼を寄せており、彼が父親だと確定してからも気にかけている。ただし、ソルがシンに施していた教育方針を知った時は唖然とした。
- アリアを元にしたヴァレンタインシリーズのラムレザルやエルフェルトも家族だと思っており、シン同様に彼女達を受け入れている。
- GGXrdRプレイアブル化キャラクター選抜総選挙にて1位を獲得し、2016年7月19～25日まで追加キャラクターとして無料でダウンロードでき、以降はプレイアブルキャラクターとして選択可能になった。コスチュームはこれまでのシリーズに近いデザインだが、腹部にビスチェと思われる服装が追加されるなど細かな部分に変更が加えられているほか、下半身はパンツタイプに変更された。

名前の由来
「December（12月）」から。ジェリーフィッシュ快賊団はメイも含め、全ての団員が暦から命名されている。

## ネクロ & ウンディーネ
ディズィーの背中に生えている2体の防衛システムのギア。ネクロは緑色で死神がローブを羽織ったような姿、ウンディーネは水色で女神のような姿になっている（この形状は自由に変えることができ、普段は羽の形をしている）。ネクロは攻撃的、ウンディーネは温厚な人格となっており、喧嘩をすることが少なくない。彼らはディズィーの言うことは聞くが、「ディズィーを守ること」を最優先としているため、ディズィーの身が危険と判断するとギアとしての防衛本能が起き、ディズィー本人ですら制御できなくなる。XrdRでは、ウンディーネがファウストの「刺激的絶命拳」を代わりに受ける。

## ストーリー
GUILTY GEAR X（ストーリーモード）
「悪魔の棲む地」にて孤独な暮らしを続けていたディズィーだが密猟者たちの度重なる襲撃に限界を感じ、悪魔の棲む地を出る決意をする。その後カイを負かすものの、後にソルに敗れる。その後はジョニーにスカウトされ快賊団の一員となる。
GUILTY GEAR XX（ストーリーモード）
他の快賊団員とも完全に打ち解け平和な日々を過ごしていたが、ディズィーがギアである事を察知したイノに狙われてしまう。
GUILTY GEAR XX Λ CORE PLUS（ストーリーモード）
テスタメントに会いに行こうとしたが、突然暴走する。必死で止めるメイだが、その場に居たカイ達の助力もあり、沈静する。その後、クロウという人物が出現。クロウはディズィーを捕獲するためジャスティスコピーを差し向けるが、失敗し逃走。その場に居たカイに「自分の事を知りたいから、協力してもらえますか」と申し出、カイは承諾する。テスタメントは反対するも彼女の決意の固さを察したが、会わないことを条件に呑んだ。以降、ジョニーに見守られつつ、カイの所へ行く日々を送る。ルートによってはクロウに捕獲され、彼女をベースに量産体が産み出されることになる。
GUILTY GEAR 2 OVERTURE（略歴）
カイと恋に落ち結ばれ、彼から（内縁の）妻として迎え入れられ、カイがイリュリア連王国の連王になってから「木陰の君」と呼ばれるようになる。その時期に息子のシンを出産する。だが、産まれたシンもディズィーと同じく成長が早いため、ソルに預けざるを得ないことになるなど、その結婚生活は幸せに溢れたものではなかった。
後年に初代ヴァレンタインによる「ギア消失事件」に巻き込まれ、消滅しかけることになる。カイが「封雷剣」の全力を使って封印し、消滅を止めることになる。 「ギア消失事件」終結後も封印は継続中であり、Dr.パラダイムの手により封印解除の作業が進められている。
GUILTY GEAR Xrd -SIGN-（ストーリーモード）
封印が解除され、カイらと再会を果たした。

## ゲーム中での性能
2回できる空中ダッシュに多様な飛び道具を持ち徹底した遠距離戦を挑むことが出来る。飛び道具をいくつも生成する姿から「砲台」と例えられている。
長所は、飛び道具を利用した固め・起き攻め・連続技が強力な事。
弱点は、喰らい判定が大きい、防御力が低い、気絶しやすいなど防御性能が低いこと。
『GGX』 - 『#RELOAD』では上記の特性を活かし上位キャラクターと位置づけられ、『SLASH』では喰らい判定は小さくなったものの弱体化点が響き、下位キャラクターになる。
『GGX』時のみ3段ジャンプ可能。
GOLDモードでは「よく話し相手になってくれます」がダメージを受けるまで消えない。また体力が自動回復し、移動速度も上昇している。

## 技の解説

### 必殺技
はじめはただの明かりだったんです [GGX-] (FRC)
回転するたいまつを「J」の字の軌道で発射する。『SLASH』で山なりの軌道が追加。
魚を捕る時に使ってたんです [GGX-] (FRC)
少し離れた地面から氷柱を発生させる。主に連続技に使用。
木の実をとる時に使ってたんです [GGX-]
ウンディーネが腕を振り上げ、氷の刃を発射する。ディズィーの真上で一瞬止まった後、相手の位置をサーチして射出する。『SLASH』で停滞できるようになり、発射のタイミングをずらすことが出来るようになる。
よく話し相手になってくれます [GGX-、EX]
二枚貝を象った氷を発射する。P・K・S・HSの4種類あり、少し前進してからボタンごとに対応した行動を取る。P版で3回、K版で2回相手を噛む。S版は上昇しながら、HS版はそのまま真横にレーザーを発射する。家庭用『ΛC』ではEX版のみD版が追加され、大きい泡（独りにしてください）を3つ同時に生成する。
独りにしてください [XX-] （空中専用）
大きい泡を生成する。生成後は少しずつ前進する。ディズィーの攻撃で破裂し、攻撃判定を持つようになる。
ミカエルソード [EX]
手を刃に変形させ、地面に倒れ込みながら斬る技。

### フォースブレイク
独りにしてください [ΛC] （空中専用）
相手の位置をサーチする泡を生成する。移動速度は速い。

### 覚醒必殺技
インペリアルレイ [GGX-] (FRC)
目の前から火柱を連続して発生させる。暗転後にガード入力をしても間に合わない性質を持つ。
EX版の場合、発動モーションと発生時間が違うが無敵時間が大幅に伸びている。
ネクロ怒った場合 [GGX-、EX]
投げ判定の必殺技。目の前の地面に魔法陣を発生させ、相手が魔法陣の上にいれば棺桶に閉じ込め、ディズィーと一体化したネクロが弓矢から光の矢を発射し貫く。
EX版はカウンター技になっている。成立時は炎の柱が相手の元に発生し、爆発で浮いた相手に氷の刃6本が貫いた後、ネクロがディズィーと一体化し弓矢から光の矢を放つ。相手の攻撃を受けない限りテンションゲージが消費されないという特徴を持つ。
『ΛC』からコマンドが変更され（「インペリアルレイ」と同じ）、狙いやすくなった。
ガンマレイ [GGX-]
ネクロが2本のレーザーを放った後、体の一部をドラゴンに変え画面を覆いつくすほどのレーザーを発射する技。テンションゲージを100%使用する。
名前の由来はドイツのメロディックスピードメタルバンド、ガンマ・レイから。
ネクロインストール [EX]
ネクロの力を取り込み、パワーアップする技。通常技でのけぞらなくなり耐久力と移動速度が大幅アップする。

### 一撃必殺技
力が…抑えきれない… [ΛC]
本人が制御出来ないほどの力が開放され、相手を吹き飛ばす技。テンションゲージMAX状態で発動可能。一撃必殺技だが、一撃必殺準備を必要としない。インストカードに載っていない隠しコマンドで、あまりに特殊なコマンドのため公式から発表されるまで発見されなかった。（2タメ8462 + P + HS）
感情的なガンマレイ[XrdR]
ネクロが法力を圧縮し相手を完全に吹き飛ばそうとする寸前の所でディズィー自身に止められ、圧縮された法力は相手には直撃せずに掠めて後方に飛んでいき、彼方遠くで大爆発が発生した光景を見た相手が驚愕の顔で振り向き戦意を喪失する。その際、通常の一撃必殺では「DESTROYED」と表示されるが、唯一「SURRENDERED」(＝降伏)と表示が変わり、白旗も追加されている。XrdRでのコマンドは全キャラ共通となり、過去作での複雑な操作の必要はなくなった。

### ボス版専用必殺技
光の翼
ディズィーを囲むように光線を発射する。発動中は全身無敵。光のモーションパターンは、4種類ある。発動にバーストゲージを全消費。

## ステージ
- GROVE（GGX、ΛC）
- VERDANT（XX - SLASH）
- MAY BEACH：メイビーチ（ISUKA）
- AREA 42(XrdR~)

## テーマミュージック
- Awe Of She(~ΛC)
- One Dawn(XrdR~)

## その他
- 家庭用『SLASH』のVS.CPUモードで特定条件を満たすと『GGX』の最終ボス時の演出で登場するという隠し要素がある。
- コラボレーションゲームブック作品のクイーンズゲイトシリーズに参戦しており、ビジュアルブックと2種類のフィギュアが販売されている。2011年7月発売のPSP用ゲーム版『クイーンズゲイト スパイラルカオス』（バンダイナムコゲームス）にも出演（クイーンズゲイトシリーズのディズィーのイラストは井上巧が担当、ゲームの声はギルティギアシリーズと同じく藤田佳寿恵）。

## 参考資料
- 「ギルティギアゼクス ドラフティングアートワークス」 エンターブレイン、2001年 ISBN 978-4757703018
- 「月刊アルカディア 2007年6月号」エンターブレイン、2007年4月28日
- 「ギルティギア 10thメモリアルブック」株式会社エンターブレイン、2010年 ISBN 978-4-7577-4801-9